# Liste des seigneurs de Vaumarcus

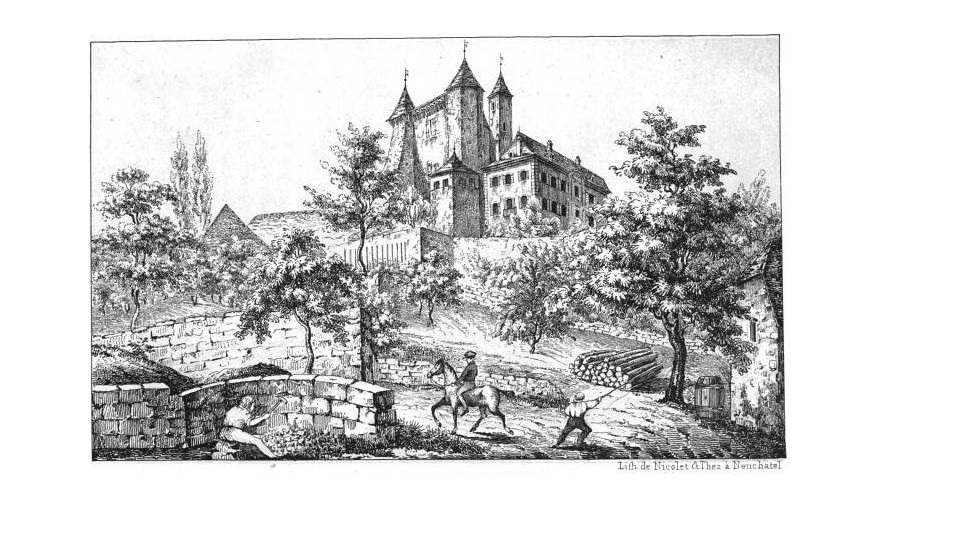
Vue du château de Vaumarcus

L'origine des seigneurs de Vaumarcus est incertaine. Le premier d'entre eux, Berthold, est soit un fils de Rodolphe II de Neuchâtel soit un fils de Renaud Ier d'Estavayer qui tenait déjà Gorgier tout proche. Au XIIIe siècle deux puissantes familles se partageaient les rives du lac de Neuchâtel, celle de Neuchâtel et celle de Grandson qui avait fondé La Sarraz au XIe siècle et était proche en parenté de celle d'Estavayer. Les armes des Neuchâtel entre 1153 et 1248 sont d'or à trois pals d'argent et celles des Vaumarcus d'or au pal de gueules chargé de trois chevrons d'argent à une bande d'argent, en 1248 Renaud de Vaumarcus porte lui un écusson triangulaire, mi-parti, au premier palé de six pièces au chef, à la face chargée de trois étoiles ou roses, au second chargé d'un lion rappelant les premiers Grandson, après la vente de leurs biens à Rodolphe V de Neuchâtel ils sont obligés de changer leurs armes et de prendre : D'azur au chevron d'argent, accompagné de trois croisettes d'argent.

## Lignée de Vaumarcus
Berthold de Vaumarcus, (? - 1225). Il hérite des terres de Colombier, Rochefort, Bevaix, Gorgier et Vaumarcus.
Mariage et succession :

Son épouse est inconnue, il a :
- Raoul, baron de Rochefort,
- Othon qui suit,
- Berthold, seigneur de Gorgier,
- Henri, seigneur de Colombier,
- Ulrich, dit "de Porta" car il choisit comme armes un portail flanqué de deux tours.

Othon de Vaumarcus, seigneur de Vaumarcus. Son épouse est inconnue, il a un fils Pierre Ier qui suit.
Pierre Ier de Vaumarcus, (avant 1206 - après 1222). Chevalier, seigneur de Vaumarcus, co-seigneur d'Essertine (canton de Vaud) avec Jordan de Grandson, fils de Barthélémy de Grandson. Son épouse est inconnue (peut-être Isabelle, fille de Pierre de Cossonay et de Mabelle de Divonne), il a un fils connu Renaud qui suit.
Renaud de Vaumarcus, (? - après 1261). Il est souvent en conflits avec le prieur de Romainmôtier. Il épouse Jordane de Cottens de qui il a un fils connu Jean qui suit.
Jean de Vaumarcus, (? - après 1248). Vassal du seigneur d'Oron. Son épouse est inconnue, il a un fils connu Pierre II qui suit.
Pierre II de Vaumarcus, (avant 1242 - après 1286), chevalier, seigneur de Vaumarcus, prévôt du pays de Vaud. Il engage sa seigneurie au sire d'Arguel en 1296. Il épouse Margareta de qui il a un fils connu Pierre III qui suit.
Pierre III de Vaumarcus, dit Perrin. En 1306 il engage sa seigneurie aux Neuchâtel avant de leur vendre en 1309. Son neveu Othon (? - vers 1359) est maire de Neuchâtel à partir de 1337.
Son épouse est inconnue, il a :
- Othon/Otto, chevalier, premier gouverneur et châtelain de Neuchâtel en 1351, il est désigné sous le titre de "noble homme et seigneur Othon de Vaumarcus, bailli de Neuchâtel". Il épouse en 1334 Klara von Tess de qui il a trois fils : 
  - Étienne, prêtre et chanoine de Fontaine-André,
  - Lienhard, il épouse Isabelle et a Jacques et Jean conseiller du comte Jean de Furstemberg comte de Fribourg-en-Brisgau et de Neuchâtel,
  - Pétremand, il épouse en 1392 Marguerite, enfant adultérin de Louis Ier de Neuchâtel et de Pérusson (ou Pierretone) de Ravine, Marguerite reçoit, de Louis Ier de Neuchâtel, le fief de Vaumarcus après le décès de son dernier propriétaire Jean d'Espagny, elle n'eut pas d'enfants,
- Jacques, chanoine à Neuchâtel en 1360,
- Jeannin, il a deux fils : Jacquenoud, dit d'Espagne, mort sans enfants et Jean (? - 1364), dit d'Espagny (car une partie de son fief se situait au lie-dit Espagny au Landeron), qui épouse en 1355 Catherine de Cormondrèche de qui il a Louis de Cormondrèche. Celui-ci épouse Alixon, fille de François de Colombier, de qui il a Jacques. Ce dernier épouse Isabeau de Courlarin de qui il a Rodolphe ou Roland dernier de la maison de Vaumarcus ; Rodolphe épouse Marguerite de Roëcourt en 1448 de qui il a : Isabelle (mariée à George de Rive, gouverneur de Neuchâtel) et Marguerite (mariée à Claude de Neuchâtel-Vaumarcus ci-dessous).

## Lignée de Neuchâtel-Vaumarcus
Jean de Neuchâtel-Vaumarcus ou Jean de Montfaucon, dit "le Bel", (13 décembre 1334 - 10 septembre 1369), seigneur de Vuillafans-le-Neuf. Fils de Louis Ier de Neuchâtel et de Jeanne de Montfaucon. En 1350 il rédige son testament par lequel il fait de son père son unique héritier. Jean meurt en prison pendant les guerres d'Alsace.
Mariage et succession :
 
Il épouse en 1362 Jeanne, (? - 1373), dame de Faucogney et de Château-Lambert, fille d'Henry de Faucogney et de Jeanne de Blâmont, de qui il n'a pas d'enfant.

De sa liaison avec la fille de Girardoz Bellajour, bourgeois de Neuchâtel il a Girard qui suit.
Girard de Neuchâtel-Vaumarcus, (? - 1394/1400), seigneur de Vaumarcus. Après avoir été mis en possession du fief de la Côte-au-Fayes par Louis Ier de Neuchâtel, il reçoit, en 1375, le fief de Vaumarcus (Boudry, le château et le péage de Vautravers situé à Môthier et la petite seigneurie de Derrière-Moulin) et de Provence de la part de sa tante la comtesse Isabelle de Neuchâtel. 
Mariage et succession :

Il épouse Isabelle, (? - après 1381), fille de François de Compey et d'Isabelle de Blandrate, de qui il a un Jean qui suit.
Jean Ier de Neuchâtel-Vaumarcus, (1374 - après le 10 avril 1466), seigneur de Vaumarcus, de Boudry jusqu'en 1413 date à laquelle il entre en possessions des fiefs de Travers, Rosières et Noraigue de la part du comte de Neuchâtel Conrad IV de Fribourg, dit de Furstemberg. En 1433 il hérite, de la maison d'Estavayer de celui de Gorgier. Devenu un membre influent et apprécié de la maison de Neuchâtel il fut quelquefois un conseiller utile au duc de Bourgogne.
Mariages et succession :

Il épouse en premières noces en 1394 Antoinette de Bierre, (? - 1429), puis en secondes noces Catherine, fille de Jean de Blonay et de Catherine de Menthon.

Du premier mariage il a :
- Guillemette, elle épouse Antoine/Guillaume de Domprez, seigneur de Sauvigny,
- Louise, (? - 1478), elle épouse en 1430 Jean III de Neuchâtel-Valangin, (vers 1410 - 1497),

Du second mariage il a :
- Marie, elle épouse François de Glérens, seigneur de Bercher,
- Jean II qui suit.

Jean II de Neuchâtel-Vaumarcus, (? - Bataille de Nancy 5 janvier 1477), seigneur de Vaumarcus, Travers, Rosières, Noraigue et Gorgier. À la suite de la trahison de son père le comte de Neuchâtel Rodolphe de Hochberg confisque les fiefs ne laissant à Jean II que les revenus.
Mariage et succession :

Il épouse en 1462 Jeanne ou Marie ou Louise, fille de Jean de Menthon et de Colette d'Eschées, de qui il a :
- Amé, (? - 1500),
- Claude Ier qui suit,
- Simon, (? - 1525/35), co-seigneur de Gorgier et de Travers avec son frère Claude Ier, chanoine de la collégiale de Neuchâtel, protonotaire apostolique, conseillé d'État dès 1530[8].
- Jean, (? - 1504), bailli de Badenweiler et de Rothelin.

Claude Ier de Neuchâtel-Vaumarcus, (? - 1535/39), seigneur de Vaumarcus, Travers, Rosières, Noraigue et co-seigneur de Gorgier et de Traves avec son frère Simon. Après la mort du comte de Neuchâtel Philippe de Hochberg sans héritier mâle, Claude demande à Berne de le mettre en possession du comté de Neuchâtel en sa qualité de descendant de cette famille. Débouté de sa demande il se voit confisqué, en 1506, tous ses biens par Louis Ier d'Orléans-Longueville époux de Jeanne de Hochberg, comtesse de Neuchâtel. C'est sur l'intervention de l'empereur Maximilien Ier du Saint-Empire qu'il rentre en possession de ses terres en 1510.
Mariages et succession :

Il épouse en premières noces en 1489 Marguerite, (? - 1505), fille de Roland de Vaumarcus dernier descendant de Pierre III de Vaumarcus, puis en secondes noces le 31 janvier 1515 Catherine de La Balme.

Du premier mariage il a :
- Claude, (? - 1541),

Du second mariage il a :
- Lancelot qui suit.

Lancelot de Neuchâtel-Vaumarcus, (? - 1574), il succède à son père à la tête de son domaine et hérite de la part de son oncle Simon avec la charge de conseillé d'État..
mariages et succession :

Il épouse en premières noces Perrenette, fille de Girard de Wuippens, puis en secondes noces Catherine de Biolley.

De Perrenette il a :
- Jean III qui suit, co-seigneur de Travers et de Vaumarcus avec son frère André jusqu'en 1585 ou il devient seul seigneurs de ces deux domaines,
- André, (? - 1598), co-seigneur de Travers et de Vaumarcus avec son frère Jean III, il vend ses biens à son frère Jean le 10 décembre 1585, il épouse en premières noces Mathilde, fille de Claude de Dortans, seigneur de l'Isle et de Berchier, puis en secondes noces Suzanne de Vevey,
- Claude il fonde la branche de Georgier,
- Simon, (? - 1606), seigneur de Derrière-Moulin, de Sauges, de Frésens et de Montalchier,

De Catherine il a :
- Olivières, elle épouse Ferdinand de Mestral,
- Isabelle, elle épouse Jean de Ponterose,
- Lucrèce, elle épouse Baltazard Baillods, châtelain de Môtiers.

Jean III de Neuchâtel-Vaumarcus, (? - 1598), baron de Vaumarcus et de Travers.
Mariage et succession :

Il épouse le 8 juillet 1562 Marguerite, (1525 - 15 février 1627), dame de Laviron-Trevillers, fille de Jean de Laviron, (1509/25 - 1570), de qui il a Anne qui suit.
Anne de Neuchâtel-Vaumarcus, (1564 - 1625), dame de Noiraigue, de Rosières et de Laviron-Trevillers, baronne de Vaumarcus et de Travers.
Mariage et succession :

Elle épouse le 3 novembre 1577 Jean Ulrich de Bonstetten, (1548 - 17 juin 1607/08), patricien de Berne, seigneur d'Urtinen, de Jeggisdorff et de Mastetten, de qui elle a :
- Marguerite, (vers 1582 - 1617), elle épouse en premières noces Jean Rodolphe Tillier, patricien de Berne, puis en secondes noces le 14 février 1614 Guillaume de Tribolet, (1584 - le 21 août 1669),
- Jean Jacob qui suit,
- Charles Frédéric, (vers 1585 - ?),
- Anne, (vers 1587 - vers 1630), elle épouse le 19 janvier 1607 Georges de Blonay, (? - 1655),
- Charles, (vers 1588 - ),
- François, (1588 - 1648), co-seigneur de Travers, il épouse Maria, (1592 - 1630), fille de Rudolf von Erlach et d'Ursula von Mülinen,
- Hélène, (vers 1590 - ?),
- Georges Frédéric, (vers 1592 - ?),
- Charles qui suivra,
- Rodolphe, (le 26 septembre 1596 - Morat 1631), dit de Rosières, co-seigneur de Travers, il épouse Magdalena, (28 juin 1602 - 1677), fille de Franz Ludwig von Erlach et de Salome Steiger,
- André, (29 juillet 1604 - Baden 1649), seigneur d'Urtenen, de Mattstetten, de Kehrsatz et de Laviron-Trevillers, il épouse le 10 janvier 1625 Anna Magdalena von Diesbach, (24 mars 1608 - 1628).

Jean Jacob de Bonstetten-Vaumarcus, (vers 1584 - Boudry 1640), baron de Vaumarcus. En 1634 il vend ses terres de Vaumarcus à son frère Charles.
Mariage et succession :

Il épouse en 1616 Marguerite, (19 mai 1592 - 1649), fille de Jean François de Blonay et de Judith de Haraucourt, de qui il a :
- Franz Jakob, (vers 1607 - 1643),
- Marguerite, (vers 1608 - ?), elle épouse en premières noces Jacques de Maillardoz, (? - avant 1655), puis en secondes noces Jean Philippe Rosset,
- Ulrich, (1609 - ?).

Charles de Bonstetten-Vaumarcus, (3 février 1594 - 11/13 mai 1675), baron de Vaumarcus, seigneude Jegenstorf. 
Mariage et succession :

Il épouse en 1614 Barbara, (6 décembre 1593 - 28 août 1621), fille de Petermann de Vattenville et de Barbara Steiger, en secondes noces le 3 novembre 1624 il épouse Jeanne, (19 octobre 1589 - ?), fille de Johann Rudolf Manuel et de Dorothea von Luternau.

Du premier mariage il a :
- Anna Maria, (vers 1615 - ?), elle épouse en premières noces en 1633 Niklaus von Diesbach, (1610 - 1680), puis en secondes noces le 27 avril 1640 Johann Stürler, (16 mars 1600 - 1676),
- Marguerite, (11 juillet 1616 - 22 septembre 1685), baronne de Vaumarcus, elle épouse en 1633 David von Büren, (1614 - 1659), banneret de Berne. Elle aura Jehan-Charles[4]
- Magdalena, elle épouse en 1641 Johann Rudolf Wurstemberg, (1608 - 1693),

Du second mariage il a :
- Charles, mort jeune,
- Anna-Maria, (1626 - 20 mars 1660), elle épouse le 13 avril 1646 Niklaus von Wattenwyl, (8 juillet 1624 - 26 août 1679),
- Dorothea, (Sumiswald le 26 août 1630 - ?), elle épouse en premières noces en 1643 Vinzenz Daxelhofer, (1622 - 1679), puis en secondes noces le 22 août 1668 Albrecht Manuel, (vers 1632 - 1685),
- Jean Rodolple, (1633 - mort jeune).

## Branche de Gorgier
Propriété des seigneurs d'Estavayer dans ses premiers temps la seigneurie de Gorgier fut soumise, moyennant finance, par Pierre d'Estavayer à Louis II de Savoie, baron de Vaud, en 1340. Ce dernier fait don de ce fief et de celui de Champvent à son neveu Louis Ier de Neuchâtel. Pierre et son frère Arthaud d'Estavayer, tous deux co-seigneurs d'Estavayer et de Gorgier, trouvaient bien contraignante la soumission aux Neuchâtel et ils n'hésitaient pas à le montrer en 1356 en refusant de rejoindre leur suzerain Louis Ier de Neuchâtel alors en guerre. Louis fera saisir les biens des deux frères sur Gorgier qui entrait ainsi totalement dans les possessions des Neuchâtel. En 1378 la comtesse Isabelle de Neuchâtel, fille de Louis, remettait le fief de Gorgier à Wilhelm d'Estavayer dans le but de couper court aux réclamations de Marguerite de Wuflens, sa belle-mère. La seigneurie de Gorgier devait rester dans la famille d'Estavayer jusqu'en 1433 date à laquelle Jacques d'Estavayer la remet à Jean Ier de Neuchâtel-Vaumarcus. Jean II puis Claude Ier garderont Gorgier dans leurs domaines avant que Lancelot de Neuchâtel-Vaumarcus ne la détache pour la remettre à son fils Claude.
Claude de Neuchâtel-Vaumarcus, (? - 12/23 janvier 1590), seigneur de Gorgier, dont il fait bâtir le nouveau château à l'emplacement de l'ancienne Tour-de-Gorgier, lieutenant du gouverneur, capitaine et châtelain du Val-de-Travers. Il est le fils de Lancelot de Neuchâtel-Vaumarcus et de Perrenette de Wuippens.
mariage et succession :

Il épouse le 21 mai 1564 Ursule, (1531/35 - 14 octobre 1601/11), fille de Frédéric II de Furstenberg et d'Anne de Werdenberg, de qui il a :
- Béat-Jacob qui suit,
- Philiberte/Jacqueline, (1563 - 16 février 1622), elle épouse Ott-Heinrich von Schwarzenberg, (15 novembre 1535 - 11 août 1590).

Béat-Jacob de Neuchâtel-Vaumarcus, (? - 13 avril 1623/42), page à la cour de Bavière avant d'être seigneur de Gorgier.
mariage et succession :

Il épouse le 17 décembre 1592 Anne, (? - 1640), fille de Nicolas de Wattenwil et d'Anne de Grammont, de qui il a :
- Guérard, mort jeune,
- François-Antoine qui suit,
- Marguerite, elle épouse Claude de Poligny,
- Elisabeth, elle épouse Pierre de Wallier, (? - 1640),
- Jeanne-Marie, religieuse.

François-Antoine de Neuchâtel-Vaumarcus, (? - 1642), baron de Gorgier, capitaine de Valangin, conseiller d'État. Il épouse Louise, (? - 1639), fille d'Antoine Baptiste de Scey-Montbéliard et de Charlotte de Poligny, de qui il a :
- Henri-François qui suit,
- Charlotte, (? - 4 septembre 1718), dame de Georgier après le décès de Jacques-François, elle épouse Philippe-Eugène d'Achey de qui elle a une fille qui épouse Philibert-Gabriel comte de Grammont[10].

Henri-François de Neuchâtel-Vaumarcus, (? - 1642), baron de Gorgier. Il épouse Anne-Elisabeth de Maillard de qui il a Jacques-François décédé en 1678 dernier de cette lignée.